# Кирил Попов (актьор)
Вижте пояснителната страница за други личности с името Кирил Попов.
Кирил Иванов Попов е български драматичен актьор.

## Биография
Роден е в Кюстендил на 7 април 1897 г. През 1919 г. дебютира като актьор в Пернишкия театър. Актьор е в театрите във Варна и Русе. През 1941 – 1942 г. играе в Скопския народен театър. От 1942 до 1949 г. работи в Драматичния театър в Пловдив, а от 1949 до 1952 г. в Народния театър на младежта. Почива на 28 юни 1978 г. в София.

## Роли
Кирил Попов играе множество роли, по-значимите са:
- Динко – „Вампир“ от Антон Страшимиров
- Найден – „Майстори“ от Рачо Стоянов
- Куцар – „Албена“ от Йордан Йовков
- Отец Иван – „Иванко“ от Васил Друмев
- Отец Райко – „Пленникът от Трикери“ от Константин Мутафов
- Чорбаджи Йордан – „Кара Танас“ от Стефан Савов[1]